# Tlaquilpa (kommun)
Tlaquilpa är en kommun i Mexiko.   Den ligger i delstaten Veracruz, i den sydöstra delen av landet, 230 km öster om huvudstaden Mexico City.
Följande samhällen finns i Tlaquilpa:
- Tlaquetzaltitla
- Vista Hermosa
- Loma de Xocuapa
- Tenexcalco
- Eyitepec
- Arbistagca
- Zacatla
- Barrio de San Pedro Tepepa
- Tlaltenango
- El Carril
- Acatitla
- Apoxquila
- Lomatipa
- Manzanoztitla
- Quetzaltótotl
- Xoloxtla
- Ocotitla